# Raqqa Is Being Slaughtered Silently
Raqqa Is Being Slaughtered Silently (RBS ou RBSS, en arabe : الرقة تذبح بصمت, en français : Raqqa est massacrée en silence) est un collectif syrien de journalistes citoyens créé le 16 avril 2014 à Raqqa, en Syrie, ville devenue la capitale de facto de l'organisation djihadiste État islamique (EI) en janvier 2014. 
L'objectif de RBSS est d'apporter un point de vue indépendant sur la vie à Raqqa contrôlée par l'État islamique en contrant les images de propagande du groupe terroriste, comme celles du photographe et otage britannique John Cantlie. Ses membres sont traqués et régulièrement assassinés par les djihadistes. 

## Objectifs
Comme ses militants le décrivent sur les réseaux sociaux, RBSS est une campagne de journalisme citoyen lancée par un groupe d'activistes non-violents à Raqqa pour montrer les atrocités commises par le groupe extrémiste terroriste État islamique en Irak et en Syrie sur les populations civiles de la ville. Le groupe se présente comme indépendant, lié à aucun parti politique ou militaire.

## Histoire
Raqqa Is Being Slaughtered Silently est fondé le 16 avril 2014 par un groupe de 17 activistes syriens, qui veulent témoigner de la vie sous le régime de l'État islamique qui prend possession de la ville cette année-là, et en fait sa capitale. Les militants photographient et filment les événements dont ils sont témoins à l'aide de leur téléphone portable, et transmettent les images à d'autres militants installés à Gaziantep ou Urfa (l'ancienne Édesse), en Turquie. C'est de là qu'elles sont mises en ligne sur les réseaux sociaux. 
En septembre 2014, le militant Abbou Ibrahim Al Raqqaoui, un ancien étudiant en médecine de 22 ans, parvient à filmer l'exécution de masse de soldats syriens capturés après la bataille de Tabqa. Repéré, il est contraint de fuir le pays.
En peu de temps, les images de RBSS attirent l'attention des médias internationaux, comme CNN qui en diffuse dès octobre 2014.
Les principales images diffusées dès l'origine par les militants sont celles des exactions de l'EI : exécutions (le plus souvent par égorgement ou crucifiement) d'opposants, de soldats syriens, de femmes adultères ou d'homosexuels.
Le travail ne s'arrête pas à la couverture des atrocités djihadistes, et consiste également à documenter les aspects de la vie quotidienne. C'est ainsi qu'en novembre 2014 est filmée une soupe populaire organisée par des particuliers, où se rendent de nombreux habitants confrontés aux pénuries et à l'augmentation des prix. Le militant Abu Ibrahim Raqqawi précise aux journalistes de la chaîne d'information France 24 : « Depuis que les forces de la coalition ont frappé des raffineries tenues par l’EI à Raqqa, le prix du carburant a sensiblement augmenté. Et les prix notamment des produits alimentaires ont doublé et parfois même triplé. (...) En outre, les commerçants sont obligés de payer une taxe à l’EI de 1 500 livres par mois, ce qui se répercute sur les clients. Et certains sont au chômage forcé comme les instituteurs depuis la fermeture des écoles, les avocats qui ne peuvent plus exercer au motif que leur métier n’est pas permis par la religion. ».
La différence de traitement entre les habitants et les combattants étrangers est également montrée : « Dans la rue, vous les voyez partout. Ils adorent les fast-foods et les cybercafés. Ils adorent le Nutella et ont des canettes de Red Bull. Des chocolats ! Des cheesecakes ! Les gens sont pauvres et voient toutes ces choses luxueuses. Mais l'EI veut que ces recrues occidentales restent satisfaites. ».

### Militants assassinés
L'État islamique traque les membres du groupe, dont quatre sont assassinés en 2014 et 2015 :
- Motaz Billah Ibrahim, 20 ans, est exécuté en mai 2014 à Raqqa[5] après que des djihadistes eurent découvert des photos sur son téléphone portable[4].
- Ibrahim Abd al-Qader, 20 ans, retrouvé assassiné dans son appartement le 30 octobre 2015 à Urfa, en Turquie[5]. Il est tué en même temps que Farès Hamadi, membre du collectif anti-EI Eye on the Homeland[5]. Les deux hommes sont tués par balle par un agent de l'EI, puis égorgés[6].
- Ahmad Mohamed al-Mousa, assassiné en décembre 2015 à Idleb, en Syrie[5].
- Naji al-Jerf, assassiné le 27 décembre 2015 à Gaziantep, en Turquie.

### Militants expatriés
- Abdelaziz Alhamza[7]
- Hussam Eesa[8]

## Hommages

### Récompenses et distinctions
Le 24 novembre 2015, à New York, RBSS reçoit le prix international de la liberté de la presse du Comité pour la protection des journalistes.
Le 3 mai 2016, à Stockholm, le militant Sarmad Al Jilane reçoit au nom du groupe le Prix pour la liberté de la presse de la section suédoise de Reporters sans frontières.

### Filmographie
Le réalisateur américain Matthew Heineman sort en 2017 le documentaire City of Ghosts (en), dans lequel témoignent divers militants du groupe réfugiés en Allemagne et en Turquie.